# Felix Auböck
Felix Auböck (Bad Vöslau, 19 de diciembre de 1996) es un deportista austríaco que compitió en natación, especialista en el estilo libre.
Ganó una medalla de oro en el Campeonato Mundial de Natación en Piscina Corta de 2021 y tres medallas en el Campeonato Europeo de Natación entre los años en el 2021 y 2024.
Participó en dos Juegos Olímpicos de Verano, en los años 2016 y 2020, ocupando el quinto lugar en Tokio 2020, en la misma prueba.

## Palmarés internacional
| Campeonato Mundial en Piscina Corta | Campeonato Mundial en Piscina Corta | Campeonato Mundial en Piscina Corta | Campeonato Mundial en Piscina Corta |
| Año                                 | Lugar                               | Medalla                             | Prueba                              |
| ----------------------------------- | ----------------------------------- | ----------------------------------- | ----------------------------------- |
| 2021                                | Abu Dabi (EAU)                      | Medalla de oro                      | 400 m libre                         |
| Campeonato Europeo                  |                                     |                                     |                                     |
| Año                                 | Lugar                               | Medalla                             | Prueba                              |
| 2021                                | Budapest (Hungría)                  | Medalla de plata                    | 400 m libre                         |
| 2022                                | Roma (Italia)                       | Medalla de bronce                   | 200 m libre                         |
| 2024                                | Belgrado (Serbia)                   | Medalla de oro                      | 400 m libre                         |